# Fecha
La fecha es, en el sentido usual, una indicación de tiempo orientada a definir un día único, en general en referencia al calendario gregoriano. Se utiliza para señalar, junto a la indicación de la hora, la existencia o el comienzo o la finalización de un determinado evento temporal o, dependiendo del contexto, un periodo de tiempo en el que transcurrió algo de importancia histórica.
El calendario gregoriano utilizado en nuestros días en la mayor parte de los países europeos y del mundo, se basa en el llamado año terrestre, es decir, el tiempo que tarda el planeta Tierra en dar una vuelta completa alrededor del Sol. El año se divide generalmente en 12 meses, con un total de 365 días (a excepción de los años bisiestos, que tienen cada uno 366 días). Los distintos meses tienen cada uno 30 o 31 días, con la excepción de febrero que, según sea el año bisiesto o no, tiene 28 (en el que caso de que no sea bisiesto) o 29 días (en el caso de que lo sea).

## En las cartas

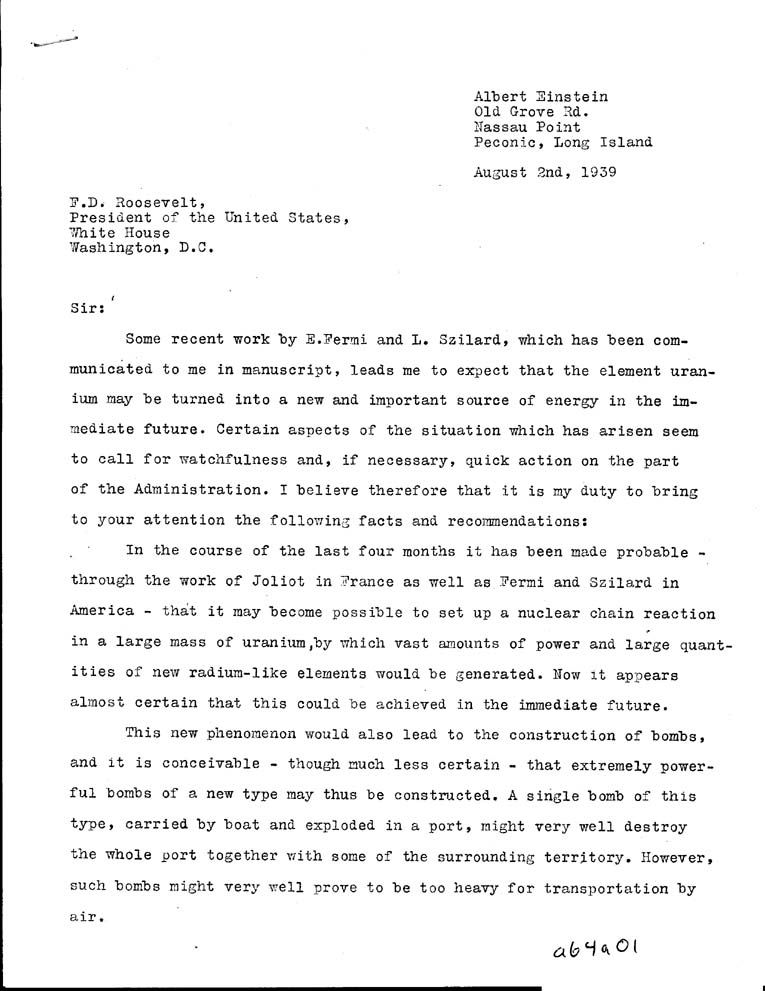
Carta que Albert Einstein escribe al presidente de Estados Unidos Franklin Roosevelt, sugiriendo el proyecto de una bomba atómica. Acceder a la segunda carilla de la carta.

En Francia y en las cartas, la fecha se escribe como se indica en este ejemplo: «le 23 juin 2008»; o sea, esa es la forma de señalar el día en el que fue escrita una carta (generalmente esta información se ubica al inicio de la misma).
En idioma español, la fecha de una carta también se suele poner al inicio del escrito (con o sin indicación del lugar donde la carta se escribe), según se señala en los siguientes ejemplos: «junio 23 de 2008» o «23 de junio de 2008»; no obstante, no siempre esta norma se sigue en forma estricta, como puede observarse en la imagen adjunta (carta de James Kezer).
Según las costumbres y según los idiomas, la fecha de las cartas puede expresarse de muy distintas maneras.

## En el dominio de la informática
En informática, la fecha es utilizada para indicar un día-calendario, o sea que el uso es en el sentido corriente, aunque en muchos casos se indica simultáneamente día y hora.
En las versiones españolas de Linux, la fecha puede por ejemplo ser representada por la cadena «lun jul 17 00:21:22 CEST 2017».
Igualmente la fecha puede ser representada — con el fin de facilitar el ordenamiento a través de un algoritmo — ubicando primero las informaciones de mayor jerarquía: «2006-05-04 00:27:50» (norma ISO 8601). En informática, a veces se expresa una fecha como el número de segundos que separa la misma de una fecha tomada como origen; por ejemplo, al tomar como origen el 1 de enero de 1970, se habla entonces de tiempo Unix (o Unix Timestamp).
Numerosos lenguajes informáticos contienen una biblioteca informática integrada, que ofrece ciertas funcionalidades referidas a la fecha; esto ocurre por ejemplo en el caso del lenguaje C, del lenguaje Java, en el caso de PHP, etc.

## En el área diplomática
Etimológicamente, el término "fecha" en varios idiomas (entre ellos el vocablo en francés date) proviene del latín datum, que significa « dato».
En materia diplomática, en el estudio de los documentos oficiales, se debe bien distinguir la fecha en su acepción temporal, del « dato de lugar», es decir, la indicación del lugar donde el documento ha sido redactado, o firmado, o ratificado. La fórmula corriente en francés: « Donné à (date de lieu), le (date, sous la forme: jour, mois, année)», o sus equivalentes en otros idiomas, como por ejemplo: « Expedido en (dato del lugar), seguido de (dato de la fecha, expresado de la forma: día, mes, año)», sin duda es y ha sido de uso muy corriente.
El concepto tiene por origen la necesidad de señalar la cronología de una manera precisa, tanto en actas como en otros documentos diplomáticos.

## La fecha en los distintos países
Existen diferentes formas legales de indicar la fecha en los distintos países: las dos formas más corrientes son las llamadas little endian (dd-mm-aaaa) y big endian (aaaa-mm-dd). De todas maneras, también existen formatos intermediarios o abreviados.
| Forma simplificada       | Forma desarrollada                                          | País                                                |
| ------------------------ | ----------------------------------------------------------- | --------------------------------------------------- |
| Día/Mes/Año (11/03/00)   | 'Nombre del día' Día Mes Año (Sábado, 11 de marzo de 2000)  | España, Bélgica, Reino Unido, Italia, Latinoamérica |
| Día.Mes.Año (11.03.00)   | 'Nombre del día' Día Mes Año (Samedi, 11 mars 2000)         | Suiza francesa, Francia                             |
| Día.Mes.Año (11.03.00)   | 'Nombre del día', Día. Mes Año (Samstag, den 11. März 2000) | Suiza, Austria                                      |
| Día.Mes.Año (11.03.00г.) | 11.03.2000                                                  | Bulgaria, Rusia                                     |
| Mes/Día/Año (03/11/00)   | 'Nombre del día', Mes Día, Año (Saturday, March 11th, 2000) | Estados Unidos                                      |
| Año/Mes/Día (00/03/11)   | 'Nombre del día', Año年Mes月Día日 (土曜日2000年03月11日)    | Japón                                               |

La existencia de varias representaciones simplificadas de las fechas complica los intercambios internacionales, en particular si el año es indicado solo por sus últimas dos cifras, pues claro, en ese caso el año 06 podría ser un año del siglo I, o tal vez el año 2006, o tal vez el año 1906. De allí el interés del formato ISO 8601, que exige siempre indicar cuatro dígitos para el año, y que además fija el orden de los elementos: año (con 4 dígitos), mes, y luego día; además, este formato facilita los ordenamientos por fecha (consultar procesador de texto).

### Concatenación
La concatenación de los números del big endian, agregando un 0 a la izquierda en los días y meses menores que 10, quedando 01, 02, ... ..., 09; siempre genera números mayores con fechas posteriores:
2022/31/12 = 20223112
2023/01/01 = 20230101
20230101 es mayor que 20223112.
La misma concatenación en el formato little endian, agregando los mismos ceros; no siempre se corresponde a una fecha posterior un número mayor:
31/12/2022 = 31122022
01/01/2023 = 01012023
01012023 no es mayor que 31122022 aún siendo posterior en el tiempo. 

### Países que utilizan el formatodd-mm-aaaa

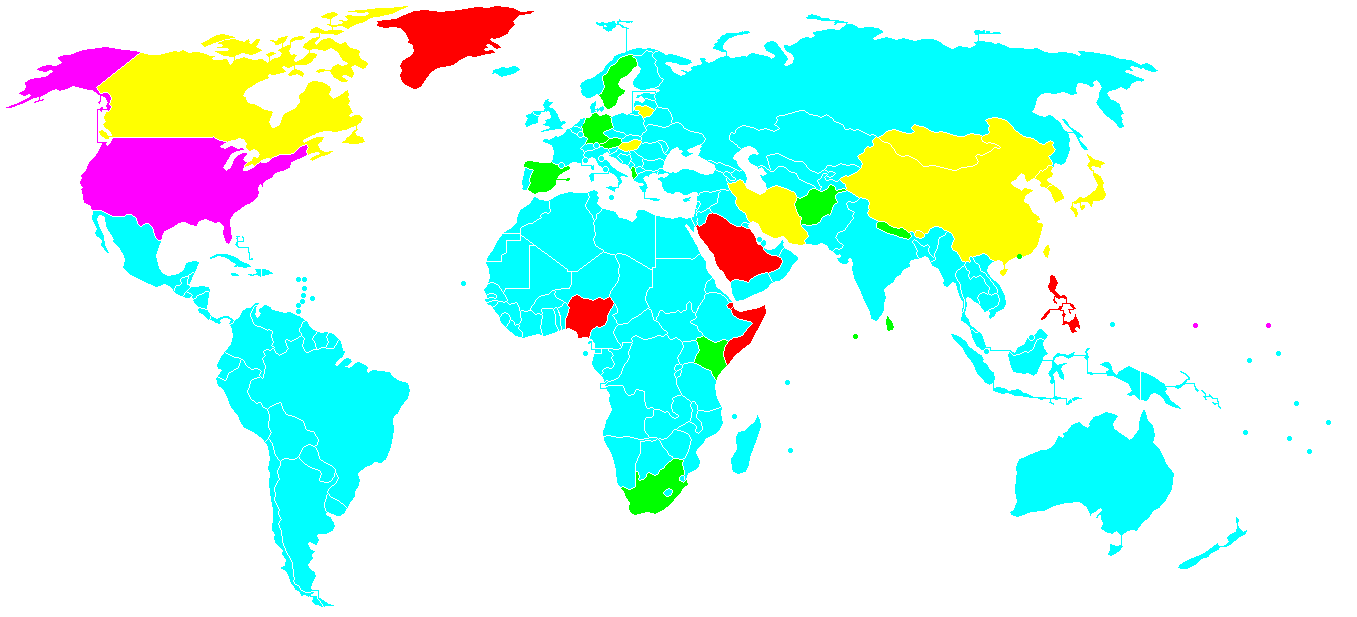
dd-mm-aaaa
dd-mm-aaaa y aaaa-mm-dd
aaaa-mm-dd
mm-dd-aaaa
mm-dd-aaaa y dd-mm-aaaa
mm-dd-aaaa, dd-mm-aaaa, y aaaa-mm-dd

Este formato presenta valores numéricos, en el orden día, mes, y año.
- Albania
- Alemania
- Argentina
- Australia
- Austria
- Bélgica
- Bolivia
- Brasil
- Bulgaria
- Canadá [cita requerida] (dd/mm/aaaa)
- Chile
- Colombia
- Costa Rica
- Croacia
- Dinamarca (con frecuencia con un formato similar al de una fracción d/m-a)
- España
- Estonia
- Ecuador
- Finlandia (d. m. a)
- Francia
- Grecia
- Guatemala
- Guyana
- Hong Kong (en el formato inglés)
- India
- Irlanda
- Israel
- Italia
- Letonia
- Macao (a la inglesa o a la portuguesa, no está muy claro)
- Marruecos
- México
- Nicaragua
- Noruega (d.m.a o en forma fraccionaria d/m-a, esta última es frecuente pero considerada incorrecta)
- Nueva Zelanda
- Paraguay
- Países Bajos
- Polonia
- Portugal
- Perú
- Rumania
- Reino Unido
- Rusia
- República Dominicana
- República Checa
- Singapour
- Eslovaquia
- Eslovenia
- Suiza
- Suecia (forma fraccionaria d/m-a, o alternativamente aaaa-mm-dd)
- Tailandia
- Turquía
- Ucrania (dd.mm.aaaa)
- Unión Europea Bruselas, 6.4.2005[2]
- Uruguay
- Venezuela

### Países que utilizan el formatomm-dd-aaaa
En estos países, la fecha comienza con el mes, luego se especifica el día dentro del mes, y por último el año.
- Estados Unidos
- Filipinas

### Países que utilizan el formatoaaaa-mm-dd
Este formato está compuesto de valores numéricos, en el orden año, mes, y día; es el orden de la norma ISO 8601.
- África del Sur
- Anatolia
- Arabia Saudita[3][4]
- Armenia
- Azerbaiyán
- Baréin
- China
- Chipre
- Corea
- Yibuti
- Emiratos Árabes Unidos
- Eritrea
- Hong Kong
- Hungría (aaaa.mm.dd.)
- Irak
- Irán
- Israel
- Japón (con frecuencia en la forma aaaa年mm月dd日, o bien aa年mm月dd日 pero utilizando el año de la era correspondiente; esta era puede ser —aunque no necesariamente— precisada en prefijo, por ejemplo en la forma 平成aa年mm月dd日, o 平成 Heisei designando la era actual)
- Jordania
- Kuwait
- Líbano
- Libia[5]
- Lituania
- Noruega
- Omán
- Catar
- Suecia (aaaa-mm-dd o aaaa.mm.dd)
- Siria
- Taiwán
- Yemen

- Unión Europea: Un comité de consumidores (CC), tiene previsto adoptar este formato[6]